# Дипольний магніт

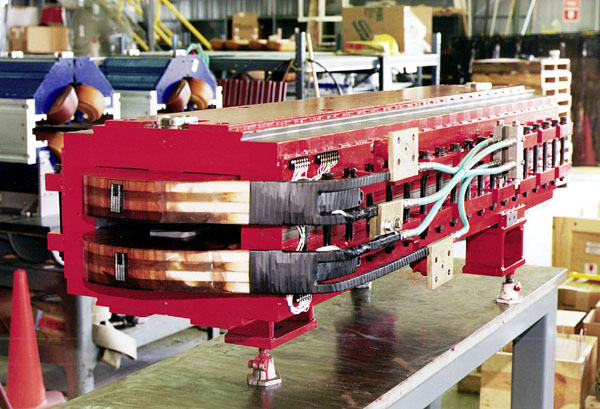
Дипольний магніт джерела синхротронного випромінювання APS, США.

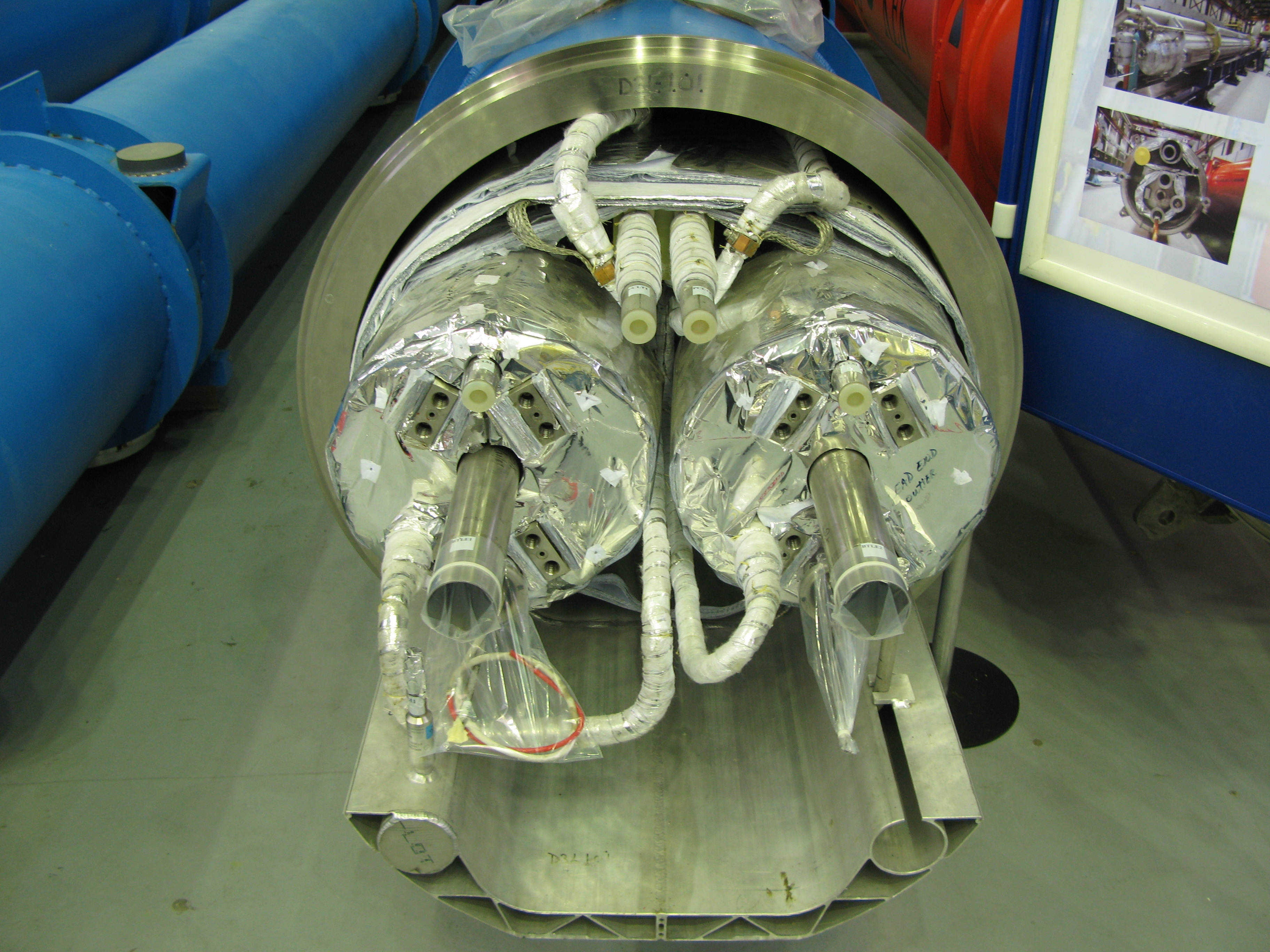
Два надпровідних дипольних магніти (в спільному кріостаті) для двох зустрічних пучків колайдера LHC, CERN.

Дипольний магніт (поворотний магніт) — у фізиці прискорювачів, магнітний елемент, що створює однорідне магнітне поле. Використовується, перш за все, для створення провідного поля, яке задає траєкторію пучка заряджених частинок, а також у системах впуску/випуску пучка, для корекції рівноважної орбіти тощо.
Дипольні магніти за конструкцією бувають:
- на постійних магнітах;
- класичні «теплі» електромагніти з залізним полюсом;
- імпульсні з шихтованим залізним ярмом або беззалізні;
- надпровідні.